# San José Barrio Arriba
San José Barrio Arriba är en ort i Mexiko.   Den ligger i kommunen Matlapa och delstaten San Luis Potosí, i den sydöstra delen av landet, 210 km norr om huvudstaden Mexico City. San José Barrio Arriba ligger 649 meter över havet och antalet invånare är 185.
Terrängen runt San José Barrio Arriba är huvudsakligen kuperad, men söderut är den bergig. Runt San José Barrio Arriba är det tätbefolkat, med 476 invånare per kvadratkilometer. Närmaste större samhälle är Tamazunchale, 8,9 km sydost om San José Barrio Arriba. I omgivningarna runt San José Barrio Arriba växer i huvudsak städsegrön lövskog.